# Energía eólica en Idaho

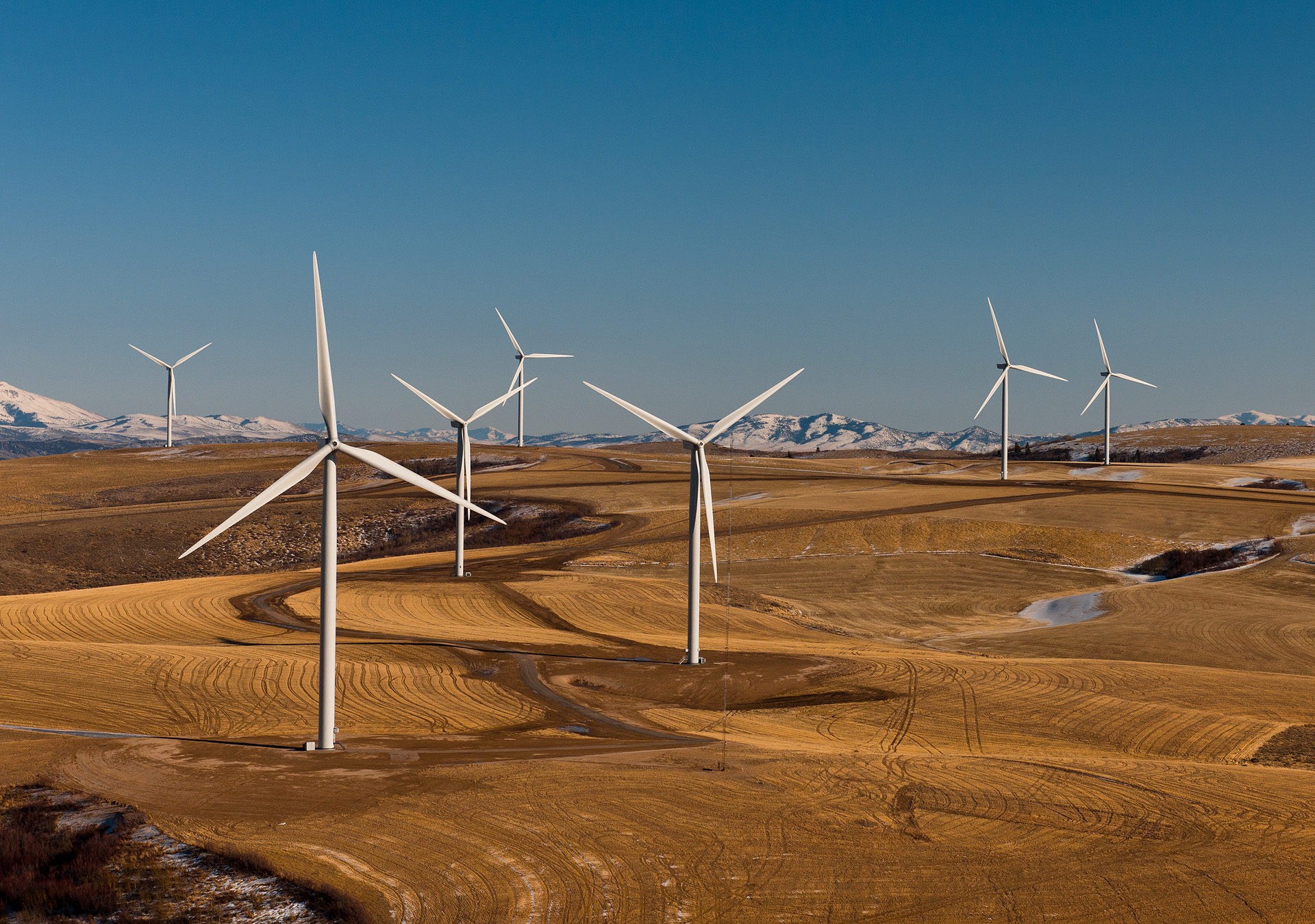
Turbinas de viento en Idaho

La electricidad generada por la energía eólica representó más del 15% de la electricidad generada en el estado de Idaho en 2016. La energía eólica en Idaho podría generar más energía que la que utiliza el estado. 

## Visión general
A finales de 2016, Idaho tenía 973 MW de capacidad de generación de energía eólica instalada.

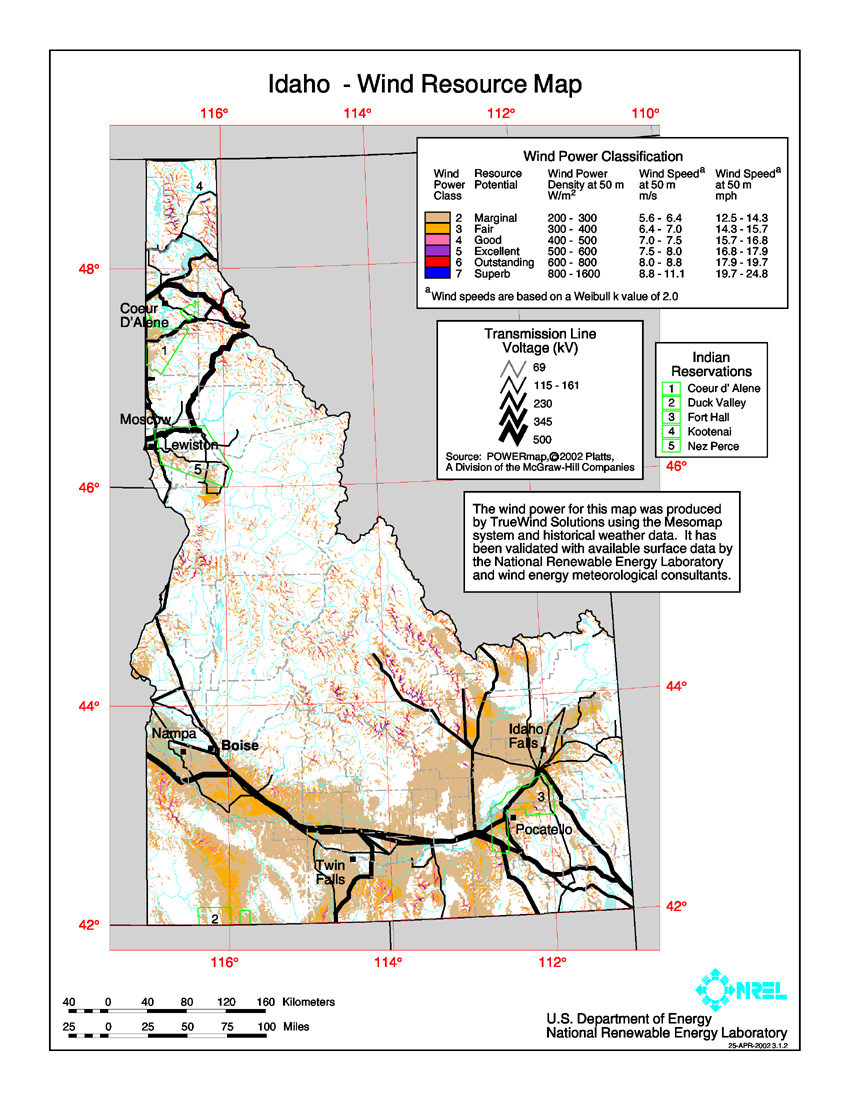
Recursos eólicos de Idaho

De acuerdo con un estudio realizado por el Laboratorio Nacional de Energía Renovable, Idaho podría instalar 18,000 MW de energía eólica, capaz de generar 52,000 millones de kWh / año. Idaho utilizó 23,063 millones de kWh en 2016